# Stefan Riedl
Stefan Riedl (* vor 1990) ist ein österreichischer  Bühnenbildner, Maler sowie vielfach einer der Ausstatter des Wiener Life Balls.

## Leben
Riedl absolvierte ein Studium als Bühnenbildner und hat eine Reihe von Ausstattungen für Theater und Oper entworfen. Zugleich  war er aber stets auch als bildender Künstler aktiv.
Oft sind Riedls manieristische Gemälde von berühmten älteren Kunstwerken (Caravaggio) oder auch bekannten Mythen (etwa Zeus und Ganymed) inspiriert.
Seit den Renovierungen der 1990er-Jahre weisen auch die Räumlichkeiten des Wiener „Kaiserbründls“ freizügige Wand- und Deckenmalereien des Künstlers auf, wie etwa die von ihm ausgestaltete „Römische Grotte“ (mit Lararium und Nymphaeum). Stefan Riedls dortige Gemälde wurden vielfach beschrieben und abgebildet, so etwa als Zeitschriftencover oder im Internet-Blog einer Kolumnistin des Falter (Comandantina Dusilova). Auch zur architektonischen Gestaltung der unterirdischen Gewölbe legte er eine Reihe von Entwürfen vor, die aber nur teilweise und meist dann in abgewandelter Form realisiert wurden.
Seit vielen Jahren arbeitet Riedl für die Ausstattung des Life Balls mit Gery Keszler zusammen. 2009 gestaltete er anlässlich des Life Balls Wandbehänge für Räumlichkeiten des Wiener Rathauses. Für 2011 entwarf er eine Bühne für Händels Rinaldo als einen wesentlichen Bestandteil der Präsentation. Auch für einen Teil der Werbung für diese Veranstaltung ist Riedls Ästhetik maßgeblich mit verantwortlich.